# 锯指复镖水蚤
锯指复镖水蚤（学名：Allodiaptomus pectinidactylus）为镖水蚤科复镖水蚤属的动物，是中国的特有物种。分布于海南等地，属于暖水性种类。采于鱼池。